# Hegedüs Lajos (jogtudós)
Hegedüs Lajos, Candid  (Nagyvárad, 1831. október 3. – Rákospalota, 1883. június 13.) jogtudós, jogi író; a Magyar Tudományos Akadémia levelező tagja (1874 ).

## Pályája
Sopron vármegyei régi magyar család sarja. Nagyváradon született, ahol apja mint százados tartózkodott. A pesti egyetemen folytatott jogi tanulmányokat. 1851-től a pesti bíróságon öt évig gyakornokként és vizsgálóbíróként működött. 1853-ban a pesti egyetemen jogi doktorrá avatták. 1856-tól a bécsi igazságügyi minisztériumban a birodalmi törvénylapokat szerkesztette. 1860-tól a visszaállított magyar udvari kancelláriánál volt fogalmazó, 1864-ben udvari titkár lett. 1865-ben a budai helytartósághoz tanácsossá nevezték ki. 1867-ben, a felelős kormány megalakulása után a Vallás- és Közoktatásügyi Minisztériumban osztálytanácsos lett. Az általa vezetett osztály ügykörébe a minisztérium kezelésében álló alapítványok, az országos műemlékek, a Magyar Nemzeti Múzeum, az Országos Képtár, stb. tartoztak. Trefort Ágoston vallás- és közoktatási miniszter vezetése alatt végzett munkájának eredménye volt többek között a Toldy-könyvtár megszerzése és megosztása, a múzeumi könyvtár szakszerű rendezése, a gyűjtemények gyarapítása,  a kassai székesegyház és a budai templom felújítása, a visegrádi romok kitisztítása. A Magyar Tudományos Akadémia 1874. május 28-án választotta levelező tagjává. Székfoglaló értekezésének tárgyául Vajda-Hunyad monográfiáját választotta, de hivatalos elfoglaltsága miatt a munkát nem fejezte be.
Cikkei a Vasárnapi Ujságban (az 50-es években ismeretterjesztő cikkek németből fordítva), a Müller Gyula nagy Naptárában (1855-re Szép Marinka, elb.), a Jogtudományi és Törvénykezési Tárban (I. 1855. A kőszéntelepek birtokviszonyai hazánkban, Tanulmányok a mozlemjog köréből, II. 1856. A szavatossági eljárás a polgári perrendtartásban, A beismerés általi bizonyításról), a Kelet Népében (1856. A magyar jogirodalom kifejlődése 1850-1856.), a Hazánkban (I. 1858. Sz. István apostoli királynak vitéz rende, A magyar hadak emlékezete, Dugovics Titusz, II. 1860. Bécs városa nevezetességei), a Jogtudományi Közlönyben (1866. A táviratokról a kereskedelmi jogban), a Századokban (1877. Szalay Ágoston emlékezete, 1878. A Theresianum s magyar alapítványai történetéhez).

## Munkái
- Értekezés a föld alatti tulajdon viszonyairól, általán s különösen Magyarhonban, a magyar jog és újabb törvényhozás alapján. Pest, 1853. (Jogi doktori értekezés. Latin címmel is).
- Az előleges biztosítási közegek a polgári eljárásban. Iromány-példákkal világosítva. Pest, 1855.
- A természetből. Közli... Pest, 1856. (Vasárnapi Könyvtár I. évf. 4.)
- Eredeti tréfák, adomák s mondák a cigány életből. Pest, 1857. (2.: Száz új adomával bővített kiadás. Pest, 1864.; 3.: Újdonuj eredeti adomákkal bővített kiadás. Pest, 1870.)
- Iromány-példák a polgári törvénykönyvhöz s az ideiglenes polgári perrendtartáshoz. Pest, 1858.
- Jegyzői rendtartás magyarázata. Pest, 1858.
- Árnyak. Nevezetes bűnesetek gyűjteménye. Pest, 1859. Két kötet.
- A magyar közjog alapvonalai. Gróf Cziráky Antal Mózes nyomán írta. Pest. 1861. (2. bőv. kiadás. Pest, 1869.; 3. kiadás. Pest, 1872.)
- Az általános német kereskedelmi törvény. Ford. s a közönséges német váltó rendszabály s a magyar kereskedelmi törvényekkel kapcsolatban legfelsőbb engedéllyel közrebocsátotta. Pest, 1863. (Uj Törvénytár XII.)
- Kegyelmi királyi utasítás a váltóbiróságok számára. Legfelsőbb engedelemmel újra közrebocsátotta. Pest, 1863. (1841-ben Jászay Pál adta ki.)

Az Egyetemes Magyar Encyclopaediának is munkatársa volt.